# Juan Aulí Padró
Juan Aulí Padró (Barcelona, 1883 - 1969) fue un compositor español. Estudió en el Conservatorio Nacional de México, ciudad en la que desarrolló su actividad. Durante varios años fue subdirector del Orféon Catalán de México y ocupó cargos en la directiva de la Sociedad Mexicana de Autores. Su faceta como compositor estuvo casi exclusivamente orientada al teatro musical, componiendo revistas, operetas y varios cuplets, entre ellos el popularizado por Raquel Meller A hierro muere. En el archivo de la Sociedad General de Autores y Editores de Madrid se conservan diversas obras escénicas de su autoría.

## Obras
- La reina del Carnaval, Opt, 2 actos, 1, Maurente, est, 1-VI-1918, Gran Teatro
- Arco Iris, Rv, 2 actos, col, J. Benlloch, 1, T. Borrás/E. Velasco, est, 27-IX-1922, Te. Apolo
- Hay fuego en el rabal, 1, L. G. Manegat/J. C. Alfaro, 1930
- La presumida, 1 acto, 1, J. de Lucio, est, XI-1932, Barcelona
- La tela, 2 actos, 1, Muñoz Seca/Pérez Fernández, est, 24-II-1934, Barcelona
- Redención, 2 actos, 1, Baena/F. Coscolla/J. López, est, 1-III-1934, Barcelona
- Rancho grande, 3 actos, 1, A. Roure, est, 17-IX-1941, Te. Olimpia, Barcelona
- De la tierra a Venus, espectáculo, 2 actos, 1, J. Valls Roma, est, 24-X-1944, Te. Tívoli, Barcelona
- La estrella de Pancho Villa, 3 actos, 1, A. Roure/J. Pons, est, 10-II-1945, Te. Victoria, Barcelona
- Donna Pia o El tirano de Pisa
- El pescador de coral
- La Diosa fortuna, col. Pascual Marquina
- La máscara roja, Zarz, 3 actos, 1, L. T. Maurente
- Nueva patria, 1, C. Baena/F. Coscolla, est, Valencia